# Due soldi di speranza
Due soldi di speranza è un film del 1952 diretto da Renato Castellani.
Costituisce la terza ed ultima parte della trilogia dei "Giovani amori" di Castellani, dopo Sotto il sole di Roma (1948) e È primavera... (1950).
Il film vinse la Palma d'oro per il miglior film al 5º Festival di Cannes. È stato poi selezionato tra i 100 film italiani da salvare.

## Trama
Il ventenne Antonio Catalano, terminato il servizio militare, torna nella sua Cusano, un paesino immaginario alle falde del Vesuvio, dove, disoccupato, deve provvedere alla madre vedova, alla sua dipendenza dal gioco d'azzardo e a cinque sorelle di varie età. Carmela, ragazza forte, determinata e ribelle, gli riserva subito vivaci attenzioni. Inizialmente il ragazzo non le presta troppe attenzioni ma a poco a poco si lascia conquistare dalla schiettezza della ragazza e dalla sincerità del suo amore. Ma le difficoltà economiche di entrambi non permettono loro di progettare un matrimonio, anche perché Pasquale, il padre di lei, rifiuta categoricamente di aiutarli.
Antonio si arrabatta come può per mettere da parte qualche soldo e abbandona tutti i suoi vizi,  tanto più che sua sorella Giuliana è stata compromessa da un proprietario terriero di mezza età che rifiuta di sposarla senza dote: inizia come "aiutatore di carrozze" (l'unico collegamento esistente fra il paese e la stazione è espletato da carrozze, e Antonio contribuisce a spingere i cavalli nei tratti più ripidi); poi si mette d'accordo con i vetturini perché vendano i cavalli e formino una cooperativa per gestire un servizio di corriera, ma il progetto naufraga per l'incapacità e l'avidità dei vetturini.

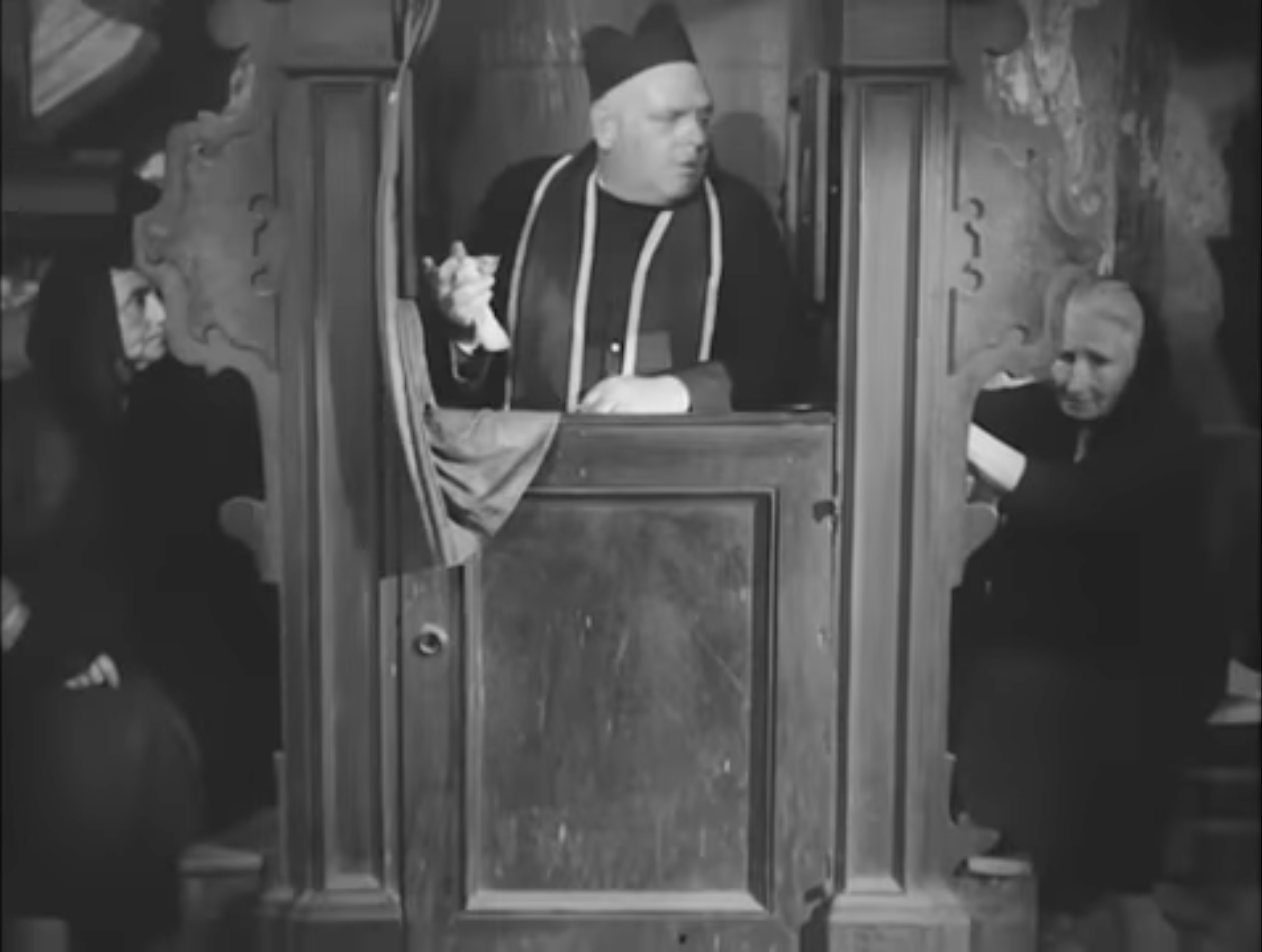
La confessione delle "vecchie bigotte" (come vengono dette da Carmela e Antonio) in una sequenza del film

Così si fa assumere come aiuto sacrestano dal parroco, ma allo stesso tempo ogni notte va a Napoli per collaborare con una sezione comunista segreta: tuttavia Carmela, in una lite con altre donne, svela il segreto del doppio lavoro del giovane ed il parroco, non volendo avere nulla a che fare con quei comunistacci maledetti, lo licenzia.
Fortunatamente però presto Antonio trova un impiego a Napoli presso la raffinata signora Flora Angelini, proprietaria di sale cinematografiche, per portare le pellicole da una sala all'altra, ma anche per vendere il suo sangue al figlio malato di lei, che ha bisogno di continue trasfusioni.
Flora rimane affascinata dalla rude bellezza di Antonio e cerca in più occasioni di fargli intendere il suo interesse, ma lui rimane sempre fedele a Carmela; Antonio inoltre compra poco alla volta dei mobili per la loro futura casa, tenendoli in uno squallido deposito. 
Una sera Flora va a cercare Antonio nella saletta di proiezione del cinema (dove Antonio attende che il film finisca per prendere le pellicole e portarle all'altro cinema) ma ha un'amara sorpresa : trova Carmela che fa compagnia ad Antonio guardando il film. La donna tratta male Carmela, che però le risponde a tono; ferita nell'orgoglio Flora licenzia Antonio che deve tornare al paese di nuovo disoccupato.
Pasquale continua a rifiutare di dare il consenso al matrimonio e anche di assumere Antonio nel suo laboratorio di fuochi d'artificio. Carmela progetta perfino una fuga d'amore per poter mettere la famiglia di fronte al fatto compiuto, ma non ha il coraggio di arrivare fino in fondo. 
La loro breve fuga però porta un cambiamento di Antonio, che abbandona il suo pessimismo e decide che affronterà le difficoltà della vita  con speranza e a testa alta, così come fa Carmela che non si lascia mai abbattere. 
Alla fine, i due giovani tornano in paese e annunciano di sposarsi comunque, quali che siano le difficoltà, forti del legame che li unisce. Antonio quindi per la prima volta chiede aiuto ai suoi compaesani e in una scena quasi festosa tutti i commercianti del mercato danno ai ragazzi a credito ciò che serve loro per mettere su casa e iniziare a vivere insieme. 

## Produzione

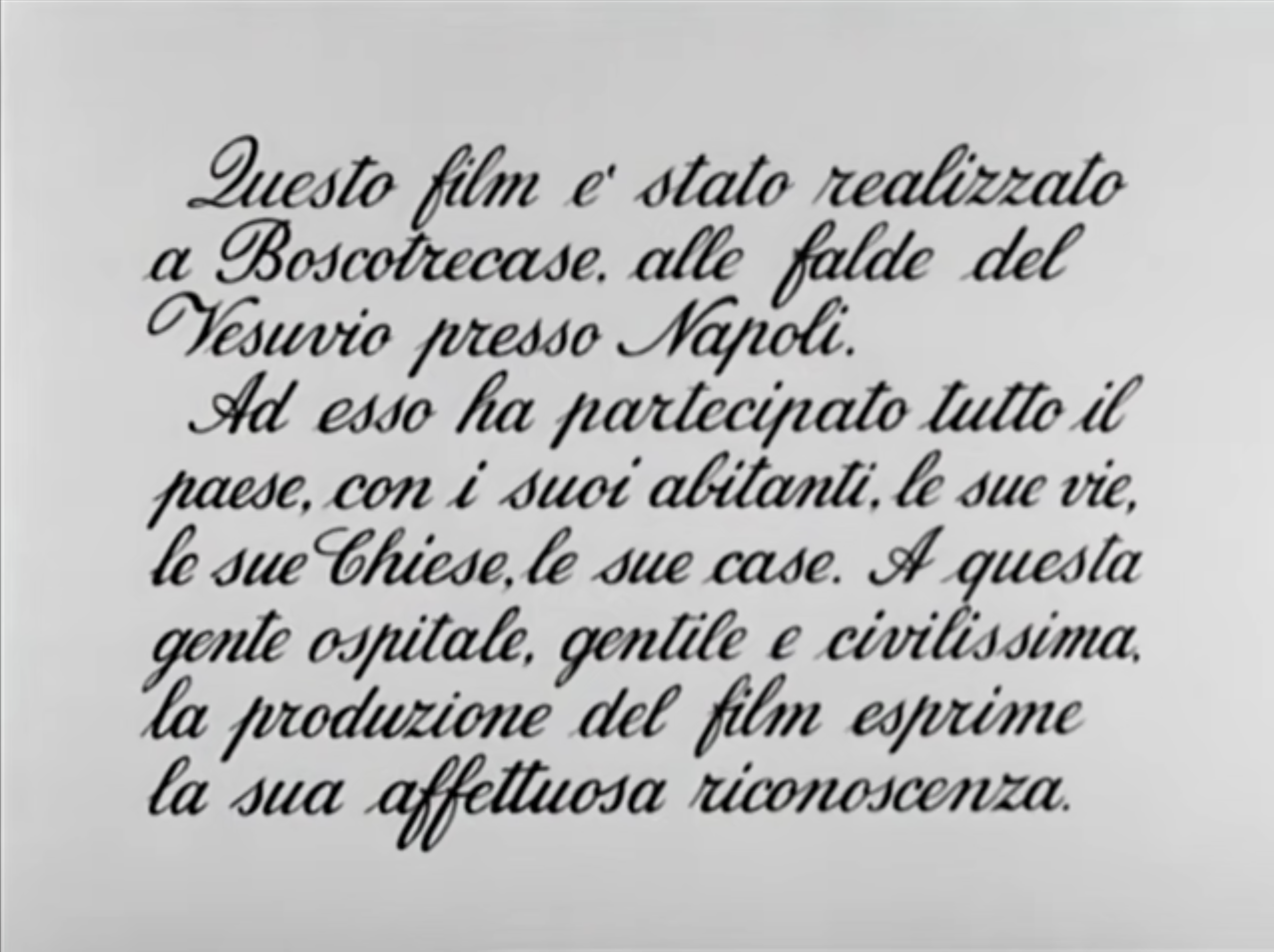
Titoli di testa del film che spiegano la sua realizzazione a Boscotrecase

### Riprese
Il film venne girato a Boscotrecase, nella città metropolitana di Napoli.

## Distribuzione
Il film uscì nelle sale cinematografiche italiane il 10 aprile 1952, in Francia il 5 maggio, nel Regno Unito il 13 giugno e in Danimarca il 25 novembre dello stesso anno; mentre in Germania il 27 novembre 1965 e in Spagna solo dal 30 giugno 1969.

## Accoglienza

### Critica
Il film è considerato tra i primi rappresentanti del filone del cosiddetto neorealismo rosa: l'ambientazione è indubbiamente realistica, ma, al contrario che nelle opere neorealistiche, non c'è nessuna drammaticità, anzi i toni rimangono leggeri e scanzonati, e i problemi come la povertà e la disoccupazione appaiono in fondo non troppo gravi e facilmente risolvibili. L'amore sentimentale, che dopo vari ostacoli finisce inevitabilmente per essere legittimato dal matrimonio, prevale su qualsiasi tematica sociale. Carmela, vivace e di carattere ma irreprensibile dal punto di vista morale, sembra anticipare i personaggi della Bersagliera di Pane, amore e fantasia e della Giovanna di Poveri ma belli.
(Gianni Rondolino, per il Catalogo Bolaffi, recensione della stagione cinematografica 1945/65)
Nell'Enciclopedia del cinema di Georges Sadoul Due soldi di speranza viene valutato oltre che come una commedia dove il regista dimostra «una sbrigliata fantasia e un'invenzione picaresca», anche come l'opera che segna l'allontanamento di Castellani dal movimento neorealista cui il regista aveva inizialmente aderito e che, ancora Sadoul, nello stesso tempo ne «segna (...) l'inizio della decadenza (...)».
La critica ha un doppio sguardo sulla crisi del neorealismo e in particolare su Due soldi di speranza. Quello politico non dà un valore positivo alla definizione neorealismo rosa. Questa corrente presenterebbe in rosa, ovvero in modo spensierato, il degrado, la povertà e la malasorte per far apparire ogni cosa bella. Il critico Mira Liehm, scrive che il neorealismo rosa  piace alla classe dirigente al potere in quel momento e, a tale proposito, cita Giulio Andreotti. Da un'altra parte troviamo Gianni Volpi che nella sua Guida alla formazione di una cineteca scrive: «Due soldi di speranza è il frutto più ispirato (e messo in forma) di un cinema, quello di Castellani, interessato, più che a un'autenticità del documento, a una propria verità di linguaggio. (...) Alla fine il film e il tempo sono più forti delle teorie e, già dieci anni dopo, autori Nouvelle Vague come Rozier s'ispireranno alla freschezza e libertà di racconto di avventure quotidiane che il film mette in campo».

## Riconoscimenti
- 1952 - Festival di Cannes[9]
  - Palma d'oro a Renato Castellani[10] (pari merito con Otello di Orson Welles)
- 1952 - Nastro d'argento
  - Migliore sceneggiatura a Titina De Filippo
  - Migliore soggetto a Ettore Maria Margadonna
  - Migliore fotografia a Arturo Gallea[11]